# Aéroport de Denizli-Çardak
L'aéroport de Denizli-Çardak ou Aéroport de Çardak code IATA : DNZ • code OACI : LTAY, est un aéroport civile et militaire situé à Çardak dans la province de Denizli en Turquie.

Construit en 1991, l'aéroport est doté d'une surface de 16 890 m2, est d'une capacité annuelle de 2 200 000 passagers.

## Situation
L'aéroport est situé à 5 km du centre de ville de Çardak et à 65 km de la ville de Denizli.
| Adana Ankara Antalya Antioche Bodrum-Milas Dalaman Denizli Elâzığ Istanbul Sabiha-Gökçen Izmir Trabzon / Trébizonde Gaziantep Diyarbakır Kayseri Samsun Van Erzurum Konya Gazipaşa Malatya |

| Adana Ankara Antalya Antioche Bodrum-Milas Dalaman Denizli Elâzığ Istanbul Sabiha-Gökçen Izmir Trabzon / Trébizonde Gaziantep Diyarbakır Kayseri Samsun Van Erzurum Konya Gazipaşa Malatya |

## Compagnies et destinations
| Compagnies       | Destinations                                       |
| ---------------- | -------------------------------------------------- |
| AJet             | Istanbul-S. Gökçen                                 |
| ATA Airlines     | En saison: Téhéran-Imam-Khomeini                   |
| Iran Air         | En saison: Téhéran-Imam-Khomeini                   |
| Iran Airtour     | En saison: Téhéran-Imam-Khomeini                   |
| Pegasus Airlines | Istanbul-S. Gökçen                                 |
| Qeshm Airlines   | En saison: Téhéran-Imam-Khomeini                   |
| Turkish Airlines | Istanbul En saison: Médine-Prince M. Bin Abdulaziz |

Édité le 29/05/2020  Actualisé le 24/05/2023

## Statistiques

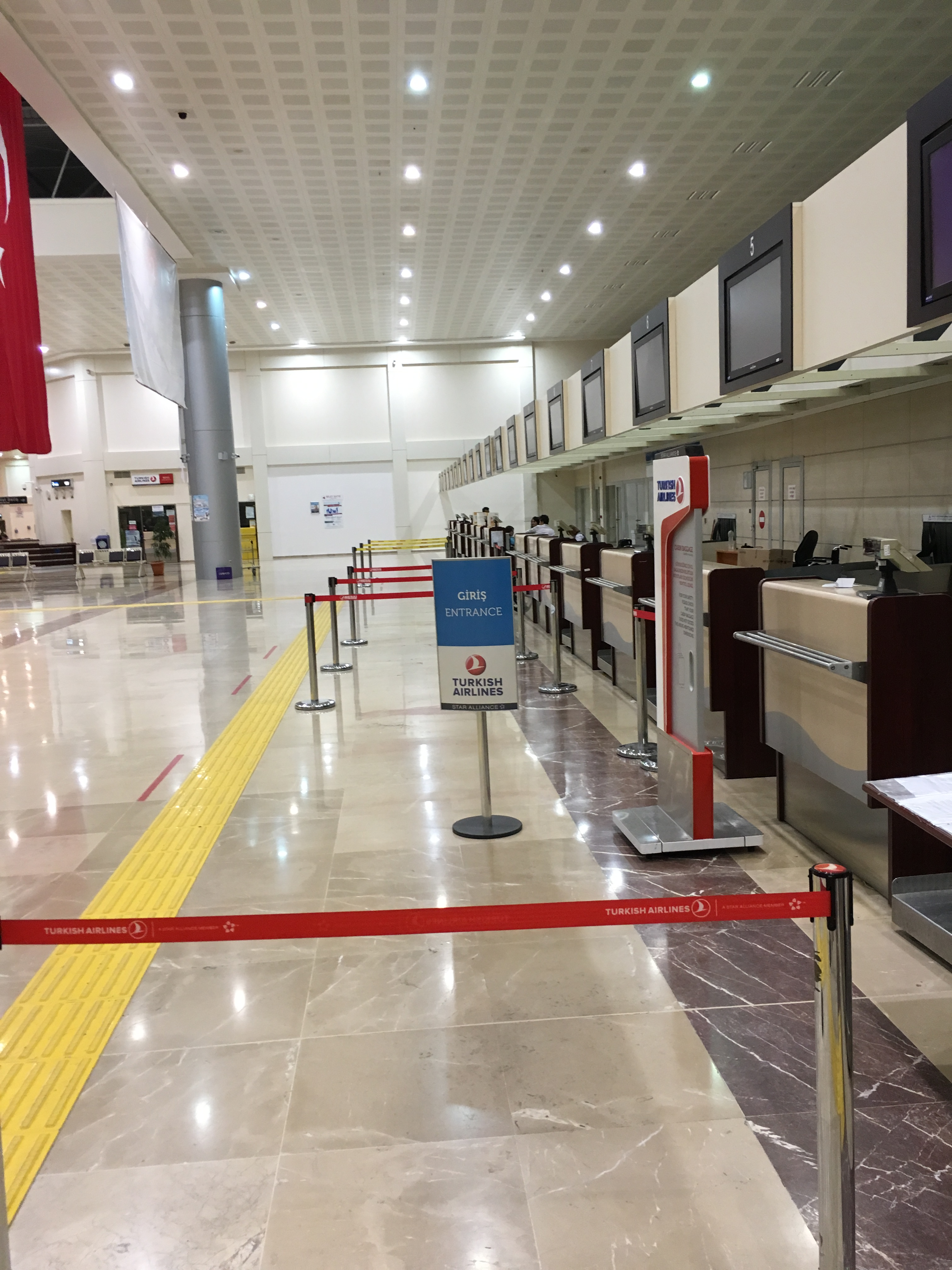
Les guichets d'embarquements de l'aéroport

Pour des raisons techniques, il est temporairement impossible d'afficher le graphique qui aurait dû être présenté ici.

Voir la requête brute et les sources sur Wikidata.
| Année | Passagers National | Variation | Passagers International | Variation | Total   | Variation |
| ----- | ------------------ | --------- | ----------------------- | --------- | ------- | --------- |
| 2015  | 501 699            | %26       | 7 348                   | %40       | 509 047 | %26       |
| 2014  | 399 079            | %44.0     | 5 261                   | %14,5     | 404 340 | %43,6     |
| 2013  | 277 047            | %47,9     | 4 596                   | %3,7      | 281 643 | %46,6     |
| 2012  | 187 337            | %11,3     | 4 771                   | %25,1     | 192 108 | %10,0     |
| 2011  | 168 260            | %26,4     | 6 367                   | %237,1    | 174.627 | %29,3     |
| 2010  | 133 116            | %10,1     | 1 889                   | %28,7     | 135 005 | %10,5     |
| 2009  | 148 131            | %5,5      | 2 649                   | %355,9    | 150 780 | %4,2      |
| 2008  | 156 780            | %4,0      | 581                     | %111,0    | 157 361 | %4,1      |
| 2007  | 150 937            | -         | 275                     | -         | 151 212 | -         |

Source: TUIK.gov.tr